# Big Band Bossa Nova
 (mai 2017).
Si vous disposez d'ouvrages ou d'articles de référence ou si vous connaissez des sites web de qualité traitant du thème abordé ici, merci de compléter l'article en donnant les références utiles à sa vérifiabilité et en les liant à la section « Notes et références ».
Pour les articles homonymes, voir Big band et Bossa nova.
Albums de Quincy Jones
Around the World
(1961) Quincy Jones Plays the Hip Hits
(1963)
Big Band Bossa Nova est un album, sorti en 1962 et produit par le trompettiste, arrangeur, compositeur et producteur de jazz américain Quincy Jones.

## Liste des titres
| A1. | Soul Bossa Nova                               | Quincy Jones                          | 2:48 |
| A2. | Boogie Bossa Nova (Boogie Stop Shuffle)       | Charles Mingus                        | 2:45 |
| A3. | Desafinado (Slightly Out Of Tune)             | Antônio Carlos Jobim, Newton Mendonça | 2:57 |
| A4. | Manhã de Carnaval (Morning of the Carnival)   | Luiz Bonfá, Antonio Maria             | 2:58 |
| A5. | Se E Tarde Me Perdoa (Forgive Me If I'm Late) | Ronaldo Bôscoli, Carlos Lyra          | 4:25 |

| B1. | On the Street Where You Live          | Frederick Loewe, Alan Jay Lerner                     | 2:36 |
| B2. | One Note Samba (Samba de uma nota só) | Jon Hendricks, Antônio Carlos Jobim, Newton Mendonça | 2:05 |
| B3. | Lalo Bossa Nova                       | Lalo Schifrin                                        | 3:13 |
| B4. | Serenata                              | Leroy Anderson, Mitchell Parish                      | 3:22 |
| B5. | Chega De Saudade (No More Blues)      | Antônio Carlos Jobim, Vinícius de Moraes             | 5:30 |

| Titre bonus réédition CD remasterisée, digipack (Verve Records, 3 novembre 1998) | Titre bonus réédition CD remasterisée, digipack (Verve Records, 3 novembre 1998) | Titre bonus réédition CD remasterisée, digipack (Verve Records, 3 novembre 1998) | Titre bonus réédition CD remasterisée, digipack (Verve Records, 3 novembre 1998) | Titre bonus réédition CD remasterisée, digipack (Verve Records, 3 novembre 1998) | Titre bonus réédition CD remasterisée, digipack (Verve Records, 3 novembre 1998) | Titre bonus réédition CD remasterisée, digipack (Verve Records, 3 novembre 1998) | Titre bonus réédition CD remasterisée, digipack (Verve Records, 3 novembre 1998) | Titre bonus réédition CD remasterisée, digipack (Verve Records, 3 novembre 1998) | Titre bonus réédition CD remasterisée, digipack (Verve Records, 3 novembre 1998) |
| No                                                                               | Titre                                                                            | Auteur                                                                           | Durée                                                                            |                                                                                  |                                                                                  |                                                                                  |                                                                                  |                                                                                  |                                                                                  |
| -------------------------------------------------------------------------------- | -------------------------------------------------------------------------------- | -------------------------------------------------------------------------------- | -------------------------------------------------------------------------------- | -------------------------------------------------------------------------------- | -------------------------------------------------------------------------------- | -------------------------------------------------------------------------------- | -------------------------------------------------------------------------------- | -------------------------------------------------------------------------------- | -------------------------------------------------------------------------------- |
| 11.                                                                              | A Taste of Honey                                                                 | Ric Marlow, Bobby Scott                                                          | 2:56                                                                             |                                                                                  |                                                                                  |                                                                                  |                                                                                  |                                                                                  |                                                                                  |
| 35:44                                                                            |                                                                                  |                                                                                  |                                                                                  |                                                                                  |                                                                                  |                                                                                  |                                                                                  |                                                                                  |                                                                                  |

## Crédits
| - Quincy Jones : chef d'orchestre - Phil Woods : saxophone alto - Paul Gonsalves : saxophone ténor - Clark Terry : trompette, bugle - Roland Kirk : flûte, flûte alto - Jerome Richardson : flûte, flûte alto - Lalo Schifrin : piano - Jim Hall : guitare, basse - Chris White : contrebasse - Rudy Collins : batterie - Carlos Gomez, Jack Del Rio, José Paula : percussions | - Production, arrangements : Quincy Jones - Producteur délégué : Richard Seidel - Ingénierie, enregistrement : Phil Ramone - Enregistrement (altos) : Jerome Richardson - Mastering : Kevin Reeves - Direction artistique, Design – Stain, Sung Lee - Coordination : Bryan Koniarz, Carlos Kase, Terri Tierney, Suzanne White, Tom Greenwood |